# VL15

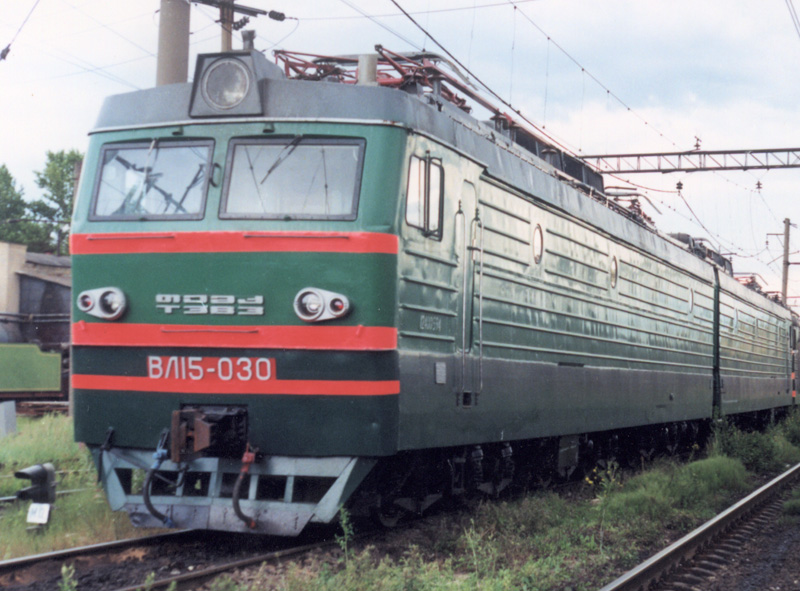
VL15-030 기관차

VL15(러시아어: ВЛ15)는 소련의 간선 화물 운송 전기 기관차 가운데 하나로 전기 공급 제식이 3,000볼트 직류 전철인 전기화 철도에 적용되었다. VL은 블라디미르 레닌의 머리글자이다.
세계에서 가장 출력이 큰 직류 전기 기관차 중 하나로서 1984년부터 1991년까지 러시아에 위치한 노보체르카스크 전기 기관차 공장, 조지아에 위치한 트빌리시 전기 기관차 제조소에서 제작되었다. 쌍기중련을 위한 12축 전기 기관차로서 VL11형 전기 기관차에 VL85형 전기 기관차의 Bo-Bo-Bo 축 방식을 참고하여 개선한 것이 특징이다.

## 사양
- UIC 분류: Bo'Bo'Bo'+Bo'Bo'Bo'
- 궤간: 1,524mm
- 축 중량: 25t
- 기관차 길이: 45,000mm
- 기관차 너비: 3,180mm
- 정비 중량: 2 × 150t
- 수류 전압: DC 3,000V
- 지속 속도: 49.9km/시간 (지속)
- 견인 전력: 9,000kW (일시적), 8,400kW (지속)

## 같이 보기
- VL10
- VL11
- VL85